# Nguyễn Ngọc Loan
General Nguyễn Ngọc Loan (11 de dezembro de 1930 - Burke, 14 de julho de 1998), foi um chefe da polícia nacional da política da República do Vietname. Adquiriu fama mundial na década de 70, com a foto tirada pelo Pulitzer de 1969 Eddie Adams durante a Guerra do Vietname (1959-1975), mais especificamente durante a ofensiva do Tet. Na foto em questão, Loan, então comandante da polícia da República do Vietname, executa o prisioneiro vietcong Nguyen Van Lem, também conhecido como Capitão Bảy Lốp.

## Biografia
Nguyễn Ngọc Loan, apelidado Sáu Lèo, General de Brigada aposentado da República do Vietname do Sul. Algumas semanas antes da famosa execução, Loan foi gravemente ferido em combate; a lesão na perna esquerda resultou na sua amputação. Além do serviço militar, Loan trabalhou em prol da construção hospitalar.

## Recomeço
À época da Queda de Saigon (1975), Loan deixou o Vietname do Sul. Foi para os Estados Unidos e abriu uma pizzaria no Shopping Rolling Valley em Washington, D.C., subúrbio de Burke, Virginia. Em decorrência do assassinato que cometeu durante a ofensiva do Thet, anos depois, já residindo nos Estados Unidos,  viu, escrito em uma parede do banheiro: "Nós sabemos quem você é, seu filho da(...)".

## Matrimônio
Nguyễn Ngọc Loan era casado com Chinh Mai, com quem criou seus 5 filhos de um casamento anterior com uma francesa.

## Falecimento
O general faleceu em 1998 por causa de um câncer, aos 67 anos, em Burke.

## Eddie Adams
Só em 85, o fotógrafo americano veio saber os motivos do assassinato do prisioneiro. Arrependido pelo rumo que as coisas tomaram desde a captura da cena em Saigon, Adams se desculpou pessoalmente com o Loan pelos danos irreparáveis à sua vida e honra.
Escrevera Adams à revista Time:
| “ | "O general matou o Viet Cong; Eu matei o general com a minha câmera. Fotografias são as armas mais poderosas do mundo. Pessoas acreditam nelas; mas fotografias mentem, mesmo sem manipulação. Elas são meias-verdades... O que a fotografia não diz é, 'O que você faria se você estivesse no lugar do general naquele tempo e lugar num dia quente, e pegasse um chamado "cara mau" depois que ele exterminou um, dois ou três americanos?" | ” |
|   | — Eddie Adams. |   |

Quando do falecimento de Loan, Eddie declarou:
| “ | "O cara era um herói. A América deveria estar chorando. Eu simplesmente odeio vê-lo "indo" desta forma, sem que as pessoas saibam nada sobre ele." | ” |
|   | — Eddie Adams. |   |

| “ | "Ele combatia a nossa guerra, pelo seu povo. Tinha ajudado a construir um hospital em Saigon, tinha apenas assistido ao massacre de vários dos seus colegas" | ” |
|   | — Eddie Adams. |   |

Adams também enviou flores aos familiares e um bilhete com as seguintes palavras:
| “ | "Peço desculpas. Os meus olhos estão cheios de lágrimas." | ” |
|   | — Eddie Adams.                                            |   |